# Дом Муллина
Дом Муллина с флигелем — комплекс исторических зданий в Казани, в Старо-Татарской слободе, на улице Каюма Насыри, дом 11, 13. Построены во второй половине XIX века. Объект культурного наследия регионального значения.

## История
Купец второй гильдии Бурганутдин Фахрутдинович Муллин, торговец сахаром, построил дом в 1870-х гг. Его наследником стал усыновлённый им З. Галятдинов. В начале 2000-х гг. здание было передано общине мечети Аль-Марджани, но в 2008 году произошёл пожар. Дом был восстановлен по историческим чертежам к 2013 году вместе с остальными домами по улице Насыри. В 2018 году был воссоздан ранее утраченный флигель (дом 11а) между основным домом (дом 11) и историческим флигелем (дом 13).

## Архитектура
По стилю дом сочетает народное зодчество с элементами классицизма. Дом имеет деревянный этаж на высоком кирпичном полуподвале, здание венчает высокая светёлка под скатной крышей, сбоку имеется мезонин. В плане здание имеет прямоугольную форму. Цокольный этаж предназначался для хозяйственных нужд, верхний был жилым. Фасад основного членится на две неравные части выпусками брёвен, они же оформляют углы здания. На каждой части по три окна с простыми наличниками и ставнями. Наиболее богато по татарской традиции украшен фронтон. В его вершине — резное полусолнце, под которым окно с дробным переплётом, по бокам оформленное резными колонками и узкими дополнительными окошками. Исторический флигель дома изначально был одноэтажным, в три окна, на кирпичном полуподвале, но в 2013 году надстроен вторым этажом, по оформлению аналогичным первому, и дополнен кирпичной пристройкой со двора.